# S.I.G.M.A. Project
S.I.G.M.A. Project is een Amerikaanse muziekgroep uit San Diego, Californië. Ze maken muziek die te omschrijven is als:
- Progressive metal
- Symfonische metal
- Gothic metal

Op dit moment werken ze in de studio aan hun eerste album. Hun eerste album krijgt de naam: In The Shadow. Het album zal gaan over donkerte, redding en hoop. Wanneer het album uitgebracht zal worden is nog niet duidelijk.

## Leden
- Mary Hamer: Leadzangeres, Keyboards
- Trervor Hamer: Leadgitaar, Harmonie stemmen
- Ruben Gomez: Drums, Harmonie stemmen